# Мегалозавр
Мегалоза́вр (лат. Megalosaurus) — род крупных плотоядных тероподных динозавров из семейства мегалозаврид (Megalosauridae), включающий единственный валидный вид — Megalosaurus bucklandii.  Первый обнаруженный вымерший  динозавр в мире. Известен по ископаемым остаткам из ряда местонахождений Великобритании, относящихся к батскому ярусу средней юры.
Мегалозавр был научно описан в 1824 году Уильямом Баклэндом, принявшим его за ящерицу, став первым нептичьим динозавром, получившим законное научное название. Родовое название Megalosaurus происходит от др.-греч. μεγάλος — огромный и σαῦρος — ящер. Вид M. bucklandii был описан 1827 году Гидеоном Мантеллом, давшим ему видовое название в честь Баклэнда. В 1842 году Ричард Оуэн выделил таксон Dinosauria (динозавры), к которому отнёс мегалозавра, игуанодона и гилеозавра. В прошлом род выступал в качестве мусорного таксона, к которому ошибочно было отнесено множество других видов.

## Описание
Мегалозавры достигали 9 метров в длину и были двуногими хищниками, весившими около тонны. Структура шейных позвонков позволяет утверждать, что шея этих динозавров была достаточно гибкой. Задние конечности имели по четыре пальца, три из которых были направлены вперёд (на них мегалозавр опирался при ходьбе); один палец, направленный назад, был редуцированным. Передние конечности короткие.

### Голова

#### Череп
Голова мегалозавра была небольшой относительно тела; длина черепа составляла приблизительно 1,125 м. Череп прямоугольной формы с небольшим округлённым скатом в носовой части. Глазное отверстие овальной формы. Вполне возможно, что внутри него находилось колечко из мелких костей (это характерно для многих теропод и ихтиозавров); в таком случае зрение у мегалозавра должно было быть очень хорошим. Перед глазным отверстием, вероятно, имелся небольшой гребешок. В черепе находились большие окна, которые существенно облегчали его вес. Тем не менее укус был очень мощным. От черепа мегалозавра сохранились отдельные куски обеих челюстей.

#### Зубы
До нашего времени дошли лишь некоторые зубы, находящиеся непосредственно в челюсти. Зуб мегалозавра был довольно длинным. Его острый кончик загибался назад; это давало ящеру возможность крепко удержать добычу в пасти. Зуб был широким и толстым и крепко сидел в десне. Некоторые зубы, поменьше, были круглыми в поперечнике; они меньше загибались и имели конусообразную форму.

### Скелет
До сих пор не было обнаружено ни одного полного скелета мегалозавра. Палеонтологами были найдены лишь разрозненные кости, в том числе челюсти, несколько позвонков, тазовые кости и задняя конечность. В конце позапрошлого века мегалозавра представляли прямоходящим ящером, и на основе малочисленных данных учёные реконструировали скелет динозавра как скелет рептилии, ходящей на двух ногах и опирающейся на толстый хвост. Новые открытия позволили точно восстановить кости мегалозавра, а вместе с тем и облик динозавра.

### Питание
Основной добычей мегалозавра могли служить сарколесты, лексовизавры и цетиозавры. Вопреки распространённому мнению, охотиться на игуанодона, открытого вторым после мегалозавра, последний не мог, поскольку жил в другое время.

## История изучения
Часть бедренной кости мегалозавра была обнаружена в 1677 году в известняковой каменоломне возле Оксфорда (Великобритания). Окаменелость была передана профессору оксфордского университета Роберту Плоту (англ. Robert Plot; 1640—1696), который внёс её описание в свою книгу «Естественная история Оксфордшира» (1677). Он правильно опознал бедренную кость, однако, учитывая её огромный размер, не мог определиться с видом животного, которому принадлежали остатки.

Позже кость стала причиной казуса. В 1763 году она попала в руки Ричарда Брукса, назвавшего животное Scrotum humanum (лат. scrotum — «мошонка», humanum — «человеческая, принадлежащая человеку»), поскольку кость напоминала окаменевшую человеческую мошонку. В то время уже была создана биноминальная номенклатура, и данное название теоретически имеет приоритет перед Megalosaurus, однако оно было забыто более чем на 50 лет и потеряло свой приоритет. Поэтому первый открытый динозавр не стал называться Scrotum sp.
 Кусок бедренной кости был безвозвратно утерян.
Новые остатки были найдены уже в 1815 году также вблизи Оксфорда. Их купил британский палеонтолог Уильям Баклэнд, однако он долгое время не мог определить животное, которому принадлежат эти кости. Лишь через 3 года Баклэнда посетил французский естествоиспытатель Жорж Кювье, который предположил, что кости принадлежали ящероподобному животному больших размеров. В 1824 году Баклэнд приобрёл ещё несколько остатков и описал по ним новый род Megalosaurus; в 1826 году Фердинанд Ритген (Ferdinand Ritgen) дал животному видовое название Megalosaurus conybeari, которое, однако, было вскоре забыто. В следующем году палеонтолог Гидеон Мантелл дал ему устоявшееся до наших дней название Megalosaurus bucklandii. Термин «динозавры» был предложен в 1842 году Ричардом Оуэном.
В 1850-х годах мегалозавра представляли большим четвероногим животным, чем-то средним между крокодилом и млекопитающими. Затем, когда были найдены хорошо сохранившиеся остатки мегалозавров, он был «поставлен на задние конечности».
Одно время к роду мегалозавров относили всех европейских теропод. С тех пор классификация была не раз пересмотрена, однако данный факт может создавать трудности при изучении старой научной литературы.